# Sycamore Meadows
Sycamore Meadows — четвёртый студийный альбом американского рок-музыканта Бутча Уокера. Он был выпущен 11 ноября 2008 года на лейбле Original Signal Recordings.
Альбом получил положительные отзывы критиков.

## Отзывы
| Оценки критиков | Оценки критиков |
| Источник        | Оценка          |
| --------------- | --------------- |
| Allmusic        | [ 1 ]           |
| PopMatters      | link            |

Альбом получил положительные отзывы критиков. В Allmusic отметили, что «Спустя год после того, как калифорнийские пожары уничтожили его дом, Бутч Уокер возвращается к сольной карьере с альбомом Sycamore Meadows, в котором смешаны баллады с гимнами, рок-н-ролл с пауэр-попом, а искренность с язвительным юмором», и далее заключили: «что Sycamore Meadows получился довольно хорошим — добротно сделанным, с умным написанием песен и энергичным исполнением — является свидетельством широкого таланта Уокера».

## Список композиций
| №   | Название                                          | Длительность |
| --- | ------------------------------------------------- | ------------ |
| 1.  | «The Weight of Her»                               | 3:43         |
| 2.  | «Going Back/Going Home»                           | 4:02         |
| 3.  | «Here Comes the...» (при участии Пинк)            | 4:10         |
| 4.  | «Ponce De Leon Ave.»                              | 4:26         |
| 5.  | «Ships in a Bottle»                               | 4:07         |
| 6.  | «Vessels»                                         | 4:13         |
| 7.  | «Passed Your Place, Saw Your Car, Thought of You» | 5:40         |
| 8.  | «The 3 Kids In Brooklyn»                          | 4:33         |
| 9.  | «Summer Scarves»                                  | 4:25         |
| 10. | «A Song for the Metalheads»                       | 2:57         |
| 11. | «Closer to the Truth and Further from the Sky»    | 4:37         |
| 12. | «ATL»                                             | 5:28         |
| 13. | «Vocal and Piano»                                 | 7:44         |

| №   | Название           | Длительность |
| --- | ------------------ | ------------ |
| 14. | «That Side of You» | 4:34         |